# Michel Cuénod
Michel Cuénod (* 23. März 1933 in Belfort) ist ein Schweizer Neurobiologe und Hochschullehrer an der Universität Zürich.

## Leben und Karriere
Michel Cuénot ist der Sohn eines Ingenieurs und studierte Medizin in Lausanne, wo er 1957 zum Dr. med. promoviert wurde. Danach war er am Physiologischen Institut der Universität Lausanne, ab 1960 an der Psychiatrischen Klinik Bel Air in Genf und 1961 an den National Institutes of Health in Bethesda (Maryland). Ab 1963 war er an der Columbia University und ab 1965 am Institut für Hirnforschung der Universität Zürich, an dem er 1971 Privatdozent, 1973 ausserordentlicher und 1984 ordentlicher Professor für Neurobiologie und Direktor des Instituts wurde. 1998 wurde er emeritiert und er war danach Gastprofessor in Lausanne (CHUV, Abteilung Psychiatrie).
Er entwickelte ein Split Brain Modell des visuellen Systems der Taube, arbeitete über schnellen axonalen Transport und entwickelte mit Kollegen die Methode der Transmitter-spezifischen retrograden Markierung (Transmitter specific retrograde labeling), in der neuronale Schaltkreise selektiv nach dem für die Signalübertragung verwendeten Transmitter markiert werden. Er fand bei Untersuchung am optischen Nervensystem, dass Homocysteat (ein schwefelhaltiges Glutaminsäure-Analogon) als Transmitter für Nervenzell-Erregung an den NMDA-Rezeptoren der Glia-Zellen wirkt (also ein Glia-Transmitter ist). Ausserdem leistete er Beiträge zum Verständnis der Rolle von Stickstoffmonoxid bei der Signalübertragung an Synapsen. Mit Kim Quang Do vertritt er die Theorie, dass ein gestörtes Redoxreaktions-Gleichgewicht aufgrund genetisch bedingter gestörter Glutathion-Synthese eine der Ursachen von Schizophrenie ist.
Er veröffentlichte auch über die zentrale Steuerung der Vasorezeptoren, Einfluss visueller Reize auf das limbische System und Stoffwechsel von Histonen.
1988 gründete er mit anderen die Zeitschrift European Journal of Neuroscience, die er 1993 bis 1997 herausgab. 1986 bis 1988 war er Präsident der European Neuroscience Association. 1993 bis 2000 war er Generalsekretär des Human Frontier Science Program, in dem er die internationale Zusammenarbeit in Molekularbiologie und Neurowissenschaften förderte.
1973 erhielt er den Robert Bing Preis für Neurologie der Schweizer Akademie für Medizin und 1979 den Marcel-Benoist-Preis. Ausserdem erhielt er den Prix César Roux der Medizinischen Fakultät in Lausanne. Er ist Ehrendoktor der Universität Genf (1994). Cuénod ist Mitglied der Schweizerischen Akademie für Medizinische Wissenschaften. 2007 wurde er Ehrenmitglied der Schweizerischen Gesellschaft für Neurowissenschaft. Seit 1989 ist er Mitglied der Academia Europaea.
Er war zweimal verheiratet, in erster Ehe mit Catherine Rossier, in zweiter Ehe mit der Neurobiologin und Professorin in Lausanne Kim Quang Do.
Cuénod ist Bürger von Vevey und Corsier-sur-Vevey.

## Schriften
- Herausgeber mit W. Maxwell Cowan:  The use of axonal transport for studies of neuronal connectivity, Elsevier 1975
- Herausgeber: Development and chemical specificity of neurons : proceedings of the Schatzalp Symposium, September 1978, Elsevier 1979